# 詹姆斯·薩默塞特

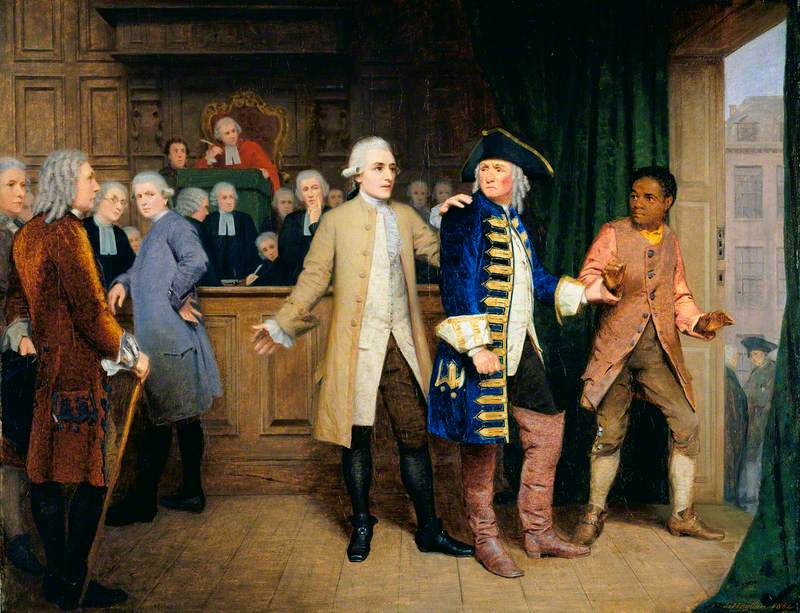
薩默塞特訴斯圖爾特案中的詹姆斯·薩默塞特（右一）

詹姆斯·薩默塞特（英語：James Somerset，约1741年—1772年後），西非男性，曾經為英國商人的奴隸，是薩默塞特訴史都華案的原告，該案確立了奴隸制在英格蘭和威爾士違法。

## 生平
薩默塞特約於1741年出生於西非，約8歲時被俘，賣給歐洲奴隸販子。1749年春天，薩默塞特在弗吉尼亚殖民地被蘇格蘭商人查爾斯‧史都華（Charles Stewart）買下。史都華是波士頓海關總署署長，薩默塞特亦被帶往波士頓。沒有證據顯示史都華虐待薩默塞特，相反地，史都華將薩默塞特視為信任的僕人，為他購買了精美的衣著（包括絲襪），並且會給予他零用錢。
1769年11月，史都華遷居英國，薩默塞特被帶到倫敦的住處為他服務。1771年2月10日，他以詹姆斯·薩默塞特（James Summersett）之名在倫敦霍爾本聖安德魯教堂受洗，由托馬斯·霍金、伊莉莎白·凱德和約翰·馬洛擔任教父母。可能是因为洗禮儀式通常與釋放有關，薩默塞特繼而拒絕服務史都華，並且離開了他。薩默塞特自由生活了幾個月，卻於1771年11月被史都華綁架，關押到約翰·諾爾斯（John Knowles）船長的牢船「安與瑪莉」號（Ann and Mary），運往牙買加販賣。
史都華的教父母為廢奴主義者，向法院提請人身保護令，廢奴主義活動家格蘭威爾·夏普則號召律師幫助薩默塞特。薩默塞特訴史都華案挑戰了英格蘭和威爾士奴隸制度的法律基礎，雙方為了利益而展開激烈爭論。1772年6月22日，主審法官曼斯菲爾德勳爵做出了有利薩默塞特的判决，並說：「奴隸制的性質如此可惡，英國普通法永遠不會接受它」（“The state of slavery is of such a nature so odious that the English Common Law could never accept it.”）。曼斯菲爾德勳爵對判決採取了狹義解釋，不過人們普遍認為它確立了奴隸制在英格蘭和威爾士違法。薩默塞特本人採用了廣義解釋，並且寫信给至少一位被奴役者，鼓勵他們背叛主人。 
薩默塞特於1772年後的生平不詳，歷史學家推測卒於英格蘭。

## 備註
1. ↑  薩默塞特後來採用更傳統的拼寫Somerset，惟部分文獻的拼寫為Somersett。[1]

## 延伸閱讀
- .  線上版. 牛津大學出版社. doi:10.1093/ref:odnb/70057. 需要订阅或英国公共图书馆会员资格